# Шеникур
Шенику́р (фр. Chenicourt) — коммуна во французском департаменте Мёрт и Мозель, региона Лотарингия. Относится к кантону Номени.

## География
Шеникур находится в 20 км к северу от Нанси. Соседние коммуны: Летрикур на севере, Ольнуа-сюр-Сей на северо-востоке, Ажонкур и Аррей-эт-Ан на юге.

## История
В Первую мировую войну в Шеникуре проходила линия фронта между французскими и немецкими войсками.

## Демография
Население коммуны на 2010 год составляло 222 человека.
| 1962 | 1968 | 1975 | 1982 | 1990 | 1999 | 2010 |
| ---- | ---- | ---- | ---- | ---- | ---- | ---- |
| 157  | 152  | 158  | 133  | 180  | 191  | 222  |